# Blažov
Blažov (německy Blaschau) je malá vesnice, část obce Bouzov v okrese Olomouc. Nachází se asi 2 km na jihozápad od Bouzova. V roce 2009 zde bylo evidováno 38 adres. V roce 2001 zde trvale žilo 49 obyvatel.
Blažov je také název katastrálního území o rozloze 1,46 km2.

## Historie
První písemná zmínka o obci pochází z roku 1348 či 1382. Po celou svoji historii patřila vesnice k bouzovskému panství.
Zprávy o robotě hovoří o povinnosti spravovat spolu s obyvateli sousedního Kadeřína rybník Zajícov.
Do roku 1790 se počet obyvatel zvýšil z 13 rodin na 136 ve 24 domech. Kolem roku 1900 se jejich počet přehoupl přes 220, pak však toto číslo začalo klesat.
V roce 1814 byla v obci postavena škola, nová škola byla postavena ve 40. letech 19. století a její kapacita byla rozšířena na 60 žáků roku 1875.
Roku 1848 byla namísto staré dřevěné kaple vystavěna nová.
Mezi léty 1848 a 1899 byla obec součástí sousedního Kozova, poté se osamostatnila, dnes náleží k Bouzovu.

## Obyvatelstvo

### Struktura
Vývoj počtu obyvatel za celou obec i  za jeho jednotlivé části uvádí tabulka níže, ve které se zobrazuje i příslušnost jednotlivých částí k obci či následné odtržení. 
| Místní části   | Místní části | 1869 | 1880 | 1890 | 1900 | 1910 | 1921 | 1930 | 1950 | 1961 | 1970 | 1980 | 1991 | 2001 | 2011 |
| -------------- | ------------ | ---- | ---- | ---- | ---- | ---- | ---- | ---- | ---- | ---- | ---- | ---- | ---- | ---- | ---- |
| Počet obyvatel | část Blažov  | 219  | 225  | 225  | 203  | 182  | 155  | 167  | 92   | 91   | 89   | 75   | 59   | 49   | 38   |
| Počet domů     | část Blažov  | 30   | 32   | 32   | 30   | 30   | 30   | 32   | 32   | -    | 21   | 18   | 25   | 29   | 31   |

## Pamětihodnosti
- Venkovský dům čp. 29
- Kříž nad vesnicí z roku 1814[6]

## Hospodářství
Obyvatelé Blažova byli v minulosti vyhledávanými zedníky.
V okolí obce je možné najít zbytky jednoduchých šachtových pecí sloužících v pálení vápna. To se dováželo do Moravské Třebové či do Svitav.

## Přírodní poměry
Východně kolem obce protéká Blažovský potok.

## Fotogalerie

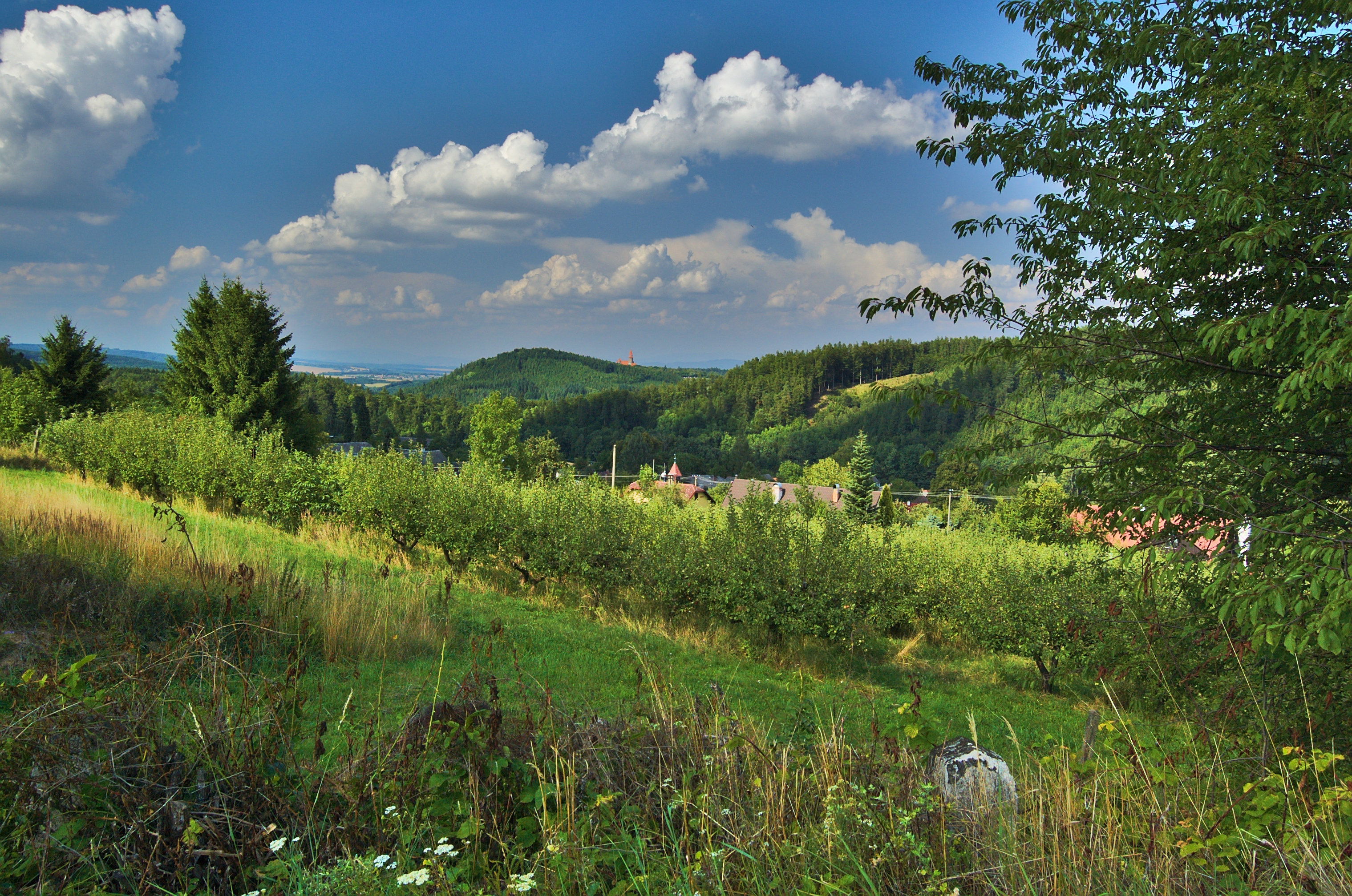
Pohled na obec od jihozápadu, v pozadí Hrad Bouzov.